# Johnny Green (giocatore di football americano)
John Edward Green (West Point, 12 ottobre 1937 – 24 aprile 2019) è stato un giocatore di football americano statunitense che ha militato nel ruolo di quarterback nella American Football League (AFL) e nella Canadian Football League (CFL).

## Carriera
Dopo aver giocato a football nella scuola superiore di West Point in Mississipi, Green giocò a college football all'Università del Tennessee a Chattanooga. Dopo essere stato selezionato nel Draft 1959 dai Pittsburgh Steelers, debuttò come professionista con i Toronto Argonauts della CFL nel 1959, giocando solamente una stagione. L'anno seguente divenne il primo quarterback titolare dei neonati Buffalo Bills della AFL, trovando poco successo. Chiuse la carriera militando nei New York Titans/Jets nel 1962 e 1963.